# ویکتور فیگروا
ویکتور فیگروا (انگلیسی: Víctor Figueroa؛ زادهٔ ۲۹ سپتامبر ۱۹۸۳) بازیکن فوتبال اهل آرژانتین است.
از باشگاه‌هایی که در آن بازی کرده‌است می‌توان به باشگاه فوتبال گودوی کروز، باشگاه فوتبال نیولز اولد بویز، و باشگاه فوتبال النصر عربستان سعودی اشاره کرد.